# Wolfgang Thönissen
Wolfgang Thönissen (* 28. September 1955 in Brühl) ist ein deutscher römisch-katholischer Theologe. Er ist Leitender Direktor des Johann-Adam-Möhler-Instituts für Ökumenik in Paderborn und Professor für Ökumenische Theologie an der Theologischen Fakultät Paderborn und war deren Rektor von 2003 bis 2005 sowie von 2017 bis 2019.

## Leben
Nach dem Besuch der Grundschule und des Gymnasiums in Brühl studierte Thönissen ab 1975 Theologie und Philosophie in Bonn und Tübingen. 1981 erhielt er das Diplom in Katholischer Theologie und legte 1984 die Magisterprüfung in Philosophie ab. Thönissen wurde 1986 mit dem Thema „Das Geschenk der Freiheit. Untersuchungen zum Verhältnis von Dogmatik und Ethik“ beim damaligen Lehrstuhlinhaber und späteren Kardinal Walter Kasper promoviert. 1994 habilitierte er sich für die Fachgebiete Dogmatik und Ökumenische Theologie an der Albert-Ludwigs-Universität Freiburg über das Thema „Gemeinschaft durch Teilhabe an Jesus Christus. Ein katholisches Modell für die Einheit der Kirchen.“
Von 1981 bis 1985 war er Wissenschaftlicher Mitarbeiter am Dogmatischen Lehrstuhl der Katholisch-Theologischen Fakultät der Universität Tübingen. 1985 begann er die Tätigkeit als Geschäftsführer der Arbeitsgemeinschaft Christlicher Kirchen (ACK) in Baden-Württemberg. 1995 nahm er die Lehrtätigkeit als Privatdozent an der Albert-Ludwigs-Universität in Freiburg im Breisgau auf.
Seit 1999 ist er Leitender Direktor des Johann-Adam-Möhler-Instituts für Ökumenik in Paderborn und hat die Professur für Ökumenische Theologie an der Theologischen Fakultät Paderborn inne. Für die Amtszeiten 2003 bis 2005 und 2017 bis 2019 wurde Wolfgang Thönissen zum Rektor der Theologischen Fakultät Paderborn gewählt.
Hauptforschungsgebiet ist die Ökumenische Theologie. Besondere Aufmerksamkeit liegt auf den Forschungen zur Ablasskritik Martin Luthers im Zusammenhang eines ökumenischen Projektes. Neuere Forschungen richten sich auf die Frage nach Luthers Katholizität. Im Jahr 2016 hielt er Vorlesungen im Rahmen der Levy P. Stone Lectures am Princeton Theological Seminary.
Als Rektor der Theologischen Fakultät Paderborn folgte ihm im Oktober 2019 Stefan Kopp nach.
Wolfgang Thönissen ist verheiratet und hat zwei Söhne, darunter der Rechtswissenschaftler Stefan Thönissen.

## Mitarbeit in Arbeitskreisen
- Konsultor des Päpstlichen Rates zur Förderung der Einheit der Christen
- Berater der Internationalen lutherisch-katholischen Dialogkommission On Unity
- Berater der Kommission II der Deutschen Bischofskonferenz (Ökumenekommission)
- Mitglied im Ökumenischen Arbeitskreis evangelischer und katholischer Theologen
- Mitglied der Kommission für Glauben und Kirchenverfassung des Ökumenischen Rates der Kirchen (2007–2014)
- Mitglied der Dialogkommission der VELKD und der Deutschen Bischofskonferenz
- Mitglied im Beirat des Instituts für Theologie und Frieden in Hamburg (bis 2015)
- Mitglied im Advisory Board des Instituts für Theologische Studien Tantur in Jerusalem
- Beteiligung an der Konsultation zwischen der Gemeinschaft Evangelischer Kirchen in Europa (GEKE) und dem Päpstlichen Einheitsrat
- Mitglied der lutherisch-katholischen Dialogkommission in Finnland

## Werke (Auswahl)
- Luther. Katholik und Reformator, Paderborn-Leipzig 2017
- Ein Konzil für ein ökumenisches Zeitalter. Schlüsselthemen des Zweiten Vaticanums, Paderborn-Leipzig 2013
- Personen-Lexikon Ökumene, Freiburg 2010
- Dogma und Symbol. Eine ökumenische Hermeneutik, Freiburg–Basel–Wien 2008
- Die Entdeckung der Ökumene. Zur Beteiligung der katholischen Kirche an der ökumenischen Bewegung, Paderborn-Frankfurt a. M. 2008
- Lexikon der Ökumene und Konfessionskunde, Freiburg i. Br. 2007
- Die Bibel im Leben der Kirche, Paderborn-Göttingen 2007
- „Unitatis redintegratio“. 40 Jahre Ökumenismusdekret – Erbe und Auftrag, Paderborn-Frankfurt a. M. 2005
- Glaube und Taufe in freikirchlicher und römisch-katholischer Sicht, Paderborn-Stuttgart 2005
- Rechtfertigung in freikirchlicher und römisch-katholischer Sicht, Paderborn-Stuttgart 2003
- Stichwörter zur Ökumene. Ein kleines Nachschlagewerk zu den Grundbegriffen der Ökumene (Thema Ökumene, Bd. 2), Paderborn 2003
- Kirchengemeinschaft möglich? Einheitsverständnis und Einheitskonzepte in der Diskussion (Thema Ökumene, Bd. 1), Paderborn 2001
- Gemeinschaft durch Teilhabe an Jesus Christus. Ein katholisches Modell für die Einheit der Kirchen, Freiburg-Basel-Wien 1996 (zugleich Habilitationsschrift Freiburg i.Br. 1994)
- Das Geschenk der Freiheit. Untersuchungen zum Verhältnis von Dogmatik und Ethik (Tübinger Theologische Studien, Bd. 30), Mainz 1988 (zugleich Inaugural-Dissertation Tübingen 1986)

## Auszeichnungen (Auswahl)
- 2022: Gregoriusorden[4]